# Wiesław Wojnowski
Wiesław Wojnowski (ur. 7 marca 1933 w Toruniu, zm. 6 stycznia 2024 w Gdańsku) – polski chemik, profesor nauk chemicznych, specjalizujący się w chemii nieorganicznej, głównie chemii związków krzemosiarkowych, polisilanów i estrów kwasu ortokrzemowego, w tym rentgenograficznych badań strukturalnych.

## Działalność naukowa i organizacyjna
W 1952 roku ukończył Technikum Chemiczne w Toruniu, po czym rozpoczął studia na Wydziale Chemicznym Politechniki Gdańskiej. W czasie studiów w 1956 rozpoczął pracę naukową na tej uczelni, w 1957 uzyskał dyplom magistra inżyniera. W 1962 roku na macierzystym wydziale uzyskał stopień doktora nauk technicznych. Tematem jego rozprawy doktorskiej, wykonywanej pod kierunkiem prof. Włodzimierza Rodziewicza było Etoksykreozosilany - badania reakcji alkoholizy. W 1971 roku, na podstawie rozprawy Badania reakcji alkoholizy dwusiarczku krzemu, uzyskał stopień doktora habilitowanego, a tytuł profesora zwyczajnego otrzymał 15 stycznia 1989.
W latach 1969–1973 pełnił funkcję wicedyrektora Instytutu Chemii i Technologii Nieorganicznej PG, w latach 1978 do 1981 i 1987 do 1990 - funkcję prodziekana Wydziału Chemicznego PG. Od roku 1992 do 2003 był kierownikiem Katedry Chemii Nieorganicznej Politechniki Gdańskiej.
Pełnił też funkcję przewodniczącego Oddziału Gdańskiego Polskiego Towarzystwa Chemicznego (1988-1990 i 1995-1997).
W 1966 był sekretarzem Komitetu Organizacyjnego XVI Konferencji Pugwash.
Opublikował 152 artykuły naukowe w czasopismach z listy filadelfijskiej (głównie w Zeitschrift für anorganische und allgemeine Chemie i Journal of Organometallic Chemistry) oraz 30 artykułów w materiałach recenzowanych, uzyskał 22 patenty polskie i zagraniczne. Promotor 19 doktoratów. Cztery osoby z jego zespołu habilitowały się.
Aktywny członek Polskiego Polskiego Towarzystwa Miłośników Kaktusów i autor licznych publikacji z tej dziedziny.
W latach 1975–1976 pracował na stanowisku Research Associate na wydziale chemicznym Uniwersytetu Wisconsin-Madison w zespole prof. R. Westa (chemia polisilanów). W 1980 prowadził wykłady na wydziale chemicznym Southern Illinois University Carbondale, zaś w 1981 był gościem Instytutu Chemii Nieorganicznej Uniwersytetu w Getyndze, w latach 1983-1985 pracował jako Gast-Professor w Instytucie Badań Ciała Stałego im. Maxa Plancka w Stuttgarcie. We współpracy z prof. H.G. von Schneringiem powstało wówczas kilkanaście publikacji dotyczących badań rentgenostrukturalnych związków krzemoorganicznych.
W centrum zainteresowań znajduje się chemia polisilanów oraz związków krzemoorganicznych, zwłaszcza pochodnych kwasu ortokrzemowego, organoksykrzemianów. W wyniku długoletnich, systematycznych badań powstała nowa dziedzina chemii związków krzemosiarkowych - organoksytiokrzemianów, związków zawierających wiązanie O-Si-S, którą zapoczątkował w roku 1961 odkryciem nowych klas związków krzemosiarkowych otrzymywanych w reakcjach alkoholi z dwusiarczkiem krzemu.

## Odznaczenia i wyróżnienia
- 1977 – Złoty Krzyż Zasługi
- 1981 – Krzyż Kawalerski Orderu Odrodzenia Polski
- 1997 – Medal Komisji Edukacji Narodowej
- 1999 – Krzyż Oficerski Orderu Odrodzenia Polski[8]
- 1999 – Odznaka Honorowa PTCh
- 2004 – Medal za Zasługi dla Politechniki Gdańskiej
- 2016 – Nagroda im. Włodzimierza Rodziewicza za wybitną wieloletnią działalność dydaktyczną